# 1817 en Grèce ottomane
Chronologie de la Grèce ottomane
- 1813
- 1814
- 1815
- 1816
- 1817
- 1818
- 1819
- 1820
- 1821

Cette page concerne les évènements survenus en 1817 en Grèce ottomane  :

## Naissance
- Aléxandros Koumoundoúros, personnalité politique.
- Henry Bowyer Lane (en), architecte canadien.
- Garyfalliá Michálven, jeune fille grecque sauvée de l'esclavage.
- Stéfanos Nikolaídis (de), peintre.
- Pétros Zános (el), diplomate et personnalité politique.

## Décès
- Bartholomew Edward Abbott (bg), marchand britannique de Thessalonique.
- Karl Haller von Hallerstein, architecte et archéologue allemand.